# Longitarsus anchusae
Longitarsus anchusae es una especie de insecto coleóptero de la familia Chrysomelidae. Fue descrita científicamente en 1799 por Paykull.